# ديمقراطية اجتماعية
الديمقراطية الاجتماعية هي فلسفة سياسية واجتماعية واقتصادية داخل الاشتراكية تدعم الديمقراطية السياسية والاقتصادية. كنظام سياسي، وصفه الأكاديميون بأنه يدعو إلى التدخلات الاقتصادية والاجتماعية لتعزيز العدالة الاجتماعية في إطار نظام حكم ديمقراطي ليبرالي واقتصاد مختلط موجه نحو الرأسمالية. تتضمن البروتوكولات والأعراف المستخدمة لتحقيق ذلك التزامًا بالديمقراطية التمثيلية والتشاركية، وتدابير لإعادة توزيع الدخل، وتنظيم الاقتصاد في المصلحة العامة، وأحكام الرعاية الاجتماعية. بسبب الحكم طويل الأمد من قبل الأحزاب الديمقراطية الاجتماعية خلال إجماع ما بعد الحرب وتأثيرها على السياسة الاجتماعية والاقتصادية في شمال وغرب أوروبا، أصبحت الديمقراطية الاجتماعية مرتبطة بالنزعة الكينزية والنموذج الاسكندنافي والنموذج الاجتماعي الليبرالي ودول الرفاهية داخل الدوائر السياسية في أواخر القرن العشرين. وقد وُصفت بأنها الشكل الأكثر شيوعًا للاشتراكية الغربية أو الحديثة بالإضافة إلى الجناح الإصلاحي للاشتراكية الديمقراطية. في حين أن الاشتراكية كهدف طويل المدى، تسعى الديمقراطية الاجتماعية إلى إضفاء الطابع الإنساني على الرأسمالية وتهيئة الظروف لها لتؤدي إلى نتائج ديمقراطية ومساواة وتضامن أكبر. يتميز بالالتزام بالسياسات التي تهدف إلى الحد من عدم المساواة، والقضاء على اضطهاد الفئات المحرومة والقضاء على الفقر بالإضافة إلى دعم الخدمات العامة التي يمكن الوصول إليها عالميًا مثل رعاية المسنين ورعاية الأطفال والتعليم والرعاية الصحية وتعويضات العمال. . غالبًا ما يكون لها صلات قوية بالحركة العمالية والنقابات العمالية، حيث تكون داعمة لحقوق المفاوضة الجماعية للعمال وتدابير لتوسيع عملية صنع القرار خارج السياسة إلى المجال الاقتصادي في شكل تقرير مشترك للموظفين وأصحاب المصلحة.

## نظرة عامة

### تعريف
عرفت الديموقراطية الاجتماعية في موسوعة بريتانيكا على أنها «تتبنى الضوابط الحكومية (بدلًا من ملكية الدولة لوسائل الإنتاج) وبرامج الرعاية الاجتماعية الشاملة».
غالبًا ما يُخلط بين مصطلح الديموقراطية الاجتماعية والاشتراكية الديموقراطية، مع ذلك، غالبًا ما يعرف الاستخدام الحديث لمصطلح الديموقراطية الاجتماعية على أنه زيادة في تفعيل سياسات الرفاهية أو الخدمات الحكومية، ويمكن استخدامه بشكل مرادف لنموذج الشمال الأوروبي. يتجلى الهدف النهائي بعيد المدى لحركة الديموقراطية الاجتماعية في تحقيق الاشتراكية من خلال الوسائل الديموقراطية بصورة تدريجية. تغير تعريف المصطلح مع الوقت بشكل كبير، إذ كان له تداخل أكبر مع الاشتراكية. تأثر هذا المفهوم بكل من الاشتراكية الإصلاحية لفرديناند لاسال، والاشتراكية الثورية الأممية البروليتارية لكارل ماركس وفريدريك إنجلز.
مرت الديموقراطية الاجتماعية، بصفتها حركة سياسية دولية أيديولوجية، بعدة مراحل عبر تاريخها. إذ بدأت في القرن التاسع عشر بصفتها «ماركسية منظمة»، وتحولت الديموقراطية الاجتماعية، بحلول القرن العشرين، إلى حركة «إصلاحية منظمة». في الاستخدام المعاصر، تشير الديموقراطية الاجتماعية، بصفتها نظام سياسي، إلى حالة دعم الاقتصاد المختلط والتدابير التحسينية الهادفة لإفادة الطبقة العاملة في إطار الرأسمالية.

### التداخل مع الاشتراكية الديموقراطية
في العلوم السياسية، غالبًا ما ينظر إلى الاشتراكية الديموقراطية على أنها مرادفة للديموقراطية الاجتماعية، مع ذلك، تميز الصحافة بين المفهومين. بموجب هذا التعريف الاشتراكي الديموقراطي، تسعى أيديولوجية الديموقراطية الاجتماعية لبناء اقتصاد اشتراكي بديل من خلال المؤسسات الديموقراطية الليبرالية. ابتداءً من فترة ما بعد الحرب، عرفت الديموقراطية الاجتماعية بأنها نظام سياسة يدعو لإصلاح الرأسمالية لتتواءم مع المثل الأخلاقية للعدالة الاجتماعية. في القرن التاسع عشر، اشتملت الديموقراطية الاجتماعية على مجموعة متنوعة من التيارات الاشتراكية الثورية وغير الثورية باستثناء اللاسلطوية. في أوائل القرن العشرين، اتجهت الاشتراكية الديموقراطية لدعم عملية تطوير الاشتراكية من خلال الهياكل السياسية القائمة، ولمعارضة الوسائل الثورية الرامية إلى تحقيق الاشتراكية لصالح الإصلاحية.

في القرن التاسع عشر، جمعت الديموقراطية الاجتماعية الاشتراكيين على مستوى العالم بسبب ولائهم الأيديولوجي لماركس أو لاسال، في مقابل أولئك الذين يدافعون عن أشكال مختلفة من الاشتراكية الخيالية. كان كتاب ريتشارد تي إلي، الاشتراكية الفرنسية والألمانية في العصر الحديث، والمنشور عام 1883، واحدًا من أولى الأعمال العلمية المرتبطة بالاشتراكية الأوروبية التي استهدفت الجمهور الأمريكي، ووصف فيه تي إلي الديموقراطيين الاجتماعيين بأنهم «الجناح المتطرف للاشتراكيين» الذين «كانوا يميلون للتأكيد على المساواة في الحصول على المتعة، بغض النظر عن قيمة عمل الفرد، بحيث أصبح من الممكن أن يُطلَق عليهم اسم شيوعيين». في العصر الحديث، وصفت العديد من الأحزاب نفسها بأنها ديموقراطية اشتراكية، بما في ذلك الجمعية العامة للعمال الألمان، وحزب العمال الديموقراطي الاشتراكي الألماني اللذان اندمجا معًا لتشكيل الحزب الديموقراطي الاجتماعي الألماني، والاتحاد الديموقراطي الاجتماعي البريطاني، وحزب العمال الديموقراطي الاشتراكي الروسي. استمر ظهور الاشتراكية الديموقراطية حتى اندلاع الثورة البلشفية في شهر أكتوبر 1917، في الوقت الذي راجت الشيوعية بين المنظمات والأفراد الذين يتبنون طرقًا ثورية في تحقيق الاشتراكية. وفقًا لإلي: 
يتمتع [الاشتراكيون الديموقراطيون] بخاصيتين متميزتين، فالغالبية العظمى منهم من العمال، كما أنهم يتوقعون بأن لديهم القدرة على الإطاحة بالمؤسسات القائمة باستعمال القوة، ومن خلال إشعال الثورات، ومن ثم اعتماد نمط الدولة الاشتراكية. لن أقول بأي حال من الأحوال بأنهم جميعًا ثوريون، ولكن معظمهم كذلك بدون أدنى شك. المطالب العامة للاشتراكيين الديموقراطيين هي كما يلي: يجب أن تكون الدولة قائمة للعمال بشكل حصري؛ يجب أن تصبح الأرض ورأس المال ملكية جماعية، ويجب أن يستمر الإنتاج بشكل موحد.
ما يزال مصطلح الديموقراطية الاجتماعية موضوعًا جدليًا بين الاشتراكيين، إذ يعرف البعض الديموقراطية الاجتماعية بأنها تمثل كلًا من الفرقة الماركسية من جهة، والاشتراكية غير الشيوعية –أو الجناح اليميني للاشتراكية خلال فترة الانشقاق عن الشيوعية- من جهة أخرى. لاحظ آخرون استخدام المصطلح بين الاشتراكيين والشيوعيين بهدف الازدراء والتحقير. تشير الاشتراكية، وفقًا ليمان تاور سارجنت، إلى «النظريات الاجتماعية، وليس إلى النظريات الموجهة للفرد. يطلق العديد من الشيوعيين اليوم على أنفسهم لقب ديموقراطي اشتراكي، ولذلك، أصبح من الصعب أحيانًا معرفة المعنى الحقيقي للتسمية السياسية. ونتيجة لذلك، أصبحت الديموقراطية الاجتماعية علامة جديدة مشتركة للأحزاب السياسية الاشتراكية الديموقراطية». وفقًا لدونالد بوسكي: 
«مصطلح الديموقراطية الاجتماعية مثير للجدل بين الاشتراكيين الديموقراطيين. يستخدم العديد من الاشتراكيين الديموقراطيين الديموقراطية الاجتماعية كمرادف للاشتراكية الديموقراطية، في حين لا يستخدم آخرون، ولا سيما الاشتراكيون الديموقراطيون الثوريون، المصطلح في هذا السياق، ويرون في الديموقراطية الاجتماعية مفهومًا أقل شمولية من الاشتراكية -أيديولوجية أكثر اعتدالًا وتطورًا، وتسعى لإصلاح الرأسمالية. يستخدم الشيوعين أيضًا مصطلح الديموقراطية الاجتماعية لوصف ما هو أقل من الاشتراكية الحقيقية التي سعت فقط إلى الحفاظ على الرأسمالية من خلال الإصلاح بدلًا من إسقاط الحكومات وترسيخ الاشتراكية. أطلق الاشتراكيون والشيوعيون الثوريون في بعض الأحيان، ولا سيما في الماضي، على أحزابهم صفة «ديموقراطية اجتماعية». 
أثرت آراء الماركسي الثوري إدوارد برنشتاين على تطور الديموقراطية الاجتماعية بعد الحرب بصفتها نظام سياسي تعديلي للعمالية وتعديلي جديد للطرف الثالث. يركز هذا التعريف للديموقراطية الاجتماعية على المصطلحات الأخلاقية، مع نوع الاشتراكية التي تروج لها على أنها أخلاقية وليبرالية. وصف برتستاين الاشتراكية والديموقراطية الاجتماعية على وجه الخصوص بأنها «ليبرالية منظمة»، وتصبح الليبرالية بهذا المعنى سلفًا ومقدمة للاشتراكية التي يجدر لرؤيتها المقيدة للحرية أن تكون اجتماعية، بينما تستلزم الديموقراطية ديموقراطية اجتماعية. بالنسبة للديموقراطيين الاجتماعيين الذين يصنفون أنفسهم على أنهم اشتراكيين، تستخدم الاشتراكية من الناحية الأخلاقية والأدبية لتمثل قيم الديموقراطية والمساواة والعدالة الاجتماعية بدلًا من النظم الاقتصادية الاشتراكية على وجه التحديد. بموجب هذا التعريف، يتمثل الهدف من الديموقراطية الاجتماعية بالنهوض بهذه القيم داخل اقتصاد السوق الرأسمالي، إذ لم يعد يشير دعمها للاقتصاد المختلط إلى حالة التعايش بين الملكيتين الخاصة والعامة، أو بين التخطيط الاقتصادي وآليات السوق، وإنما يمثل السوق الحرة مقرونة بالأنظمة والقوانين وبالتدخل الحكومي بالاقتصاد.
اعتبر البعض الديموقراطية الاجتماعية بمثابة مراجعة للماركسية الأرثوذكسية، فيما رفض آخرون هذه المقاربة ووصفوها بأنها مضللة للديموقراطية الاجتماعية الحديثة. يميز البعض بين الديموقراطية الاجتماعية العقائدية بصفتها جزء من الحركة الاشتراكية الواسعة وبين الديموقراطية الاجتماعية بصفتها نظام سياسي. يطلق على الأولى اسم الديموقراطية الاجتماعية الكلاسيكية أو الاشتراكية الكلاسيكية وتتناقض مع الاشتراكية التنافسية والاشتراكية الليبرالية والديموقراطية الاجتماعية الجديدة والديموقراطية الاجتماعية المستحدثة.
غالبًا ما يُخلط بين مفهوم الديموقراطية الاجتماعية ومفاهيم الاقتصاد الإداري والاشتراكية الاستبدادية والحكومة الضخمة والدول الماركسية اللينينية والتخطيط الاقتصادي السوفيتي وتدخل الدولة بالاقتصاد واشتراكية الدولة. استخدم أتباع المدرسة النمساوية للاقتصاد، من أمثال فريدريش هايك ولودفيج فون ميزس، الاشتراكية كمرادف للتخطيط المركزي والديموقراطية الاجتماعية لاشتراكية الدولة والديموقراطية الاجتماعية كمرادف لاشتراكية الدولة، وخلطوا بينها وبين الفاشية ومعارضة السياسات الديموقراطية الاجتماعية، بما في ذلك دولة الرفاهية. يظهر هذا الأمر جليًا في الولايات المتحدة الأمريكية، إذ أضحت الاشتراكية مذمة يستخدمها المحافظون والليبراليون لتشويه السياسات والاقتراحات المطروحة، وللانتقاص من الشخصيات العامة الليبرالية والتقدمية. لا يعود السبب وراء حالة الخلط هذه إلى التعريف الاشتراكي، بل إلى التعريف الرأسمالي على حد سواء. يميل الديموقراطيون المسيحيون والليبراليون الاجتماعيون والمحافظون الوطنيون والاجتماعيون إلى دعم بعض السياسات الديموقراطية الاجتماعية، ويرون أن الرأسمالية متوافقة مع الاقتصاد المختلط. بالمقابل، يعرّف الليبراليون الكلاسيكيون والليبراليون المحافظون والنيوليبراليون والمحافظون الليبراليون والتحرريون اليمينيون الرأسمالية على أنها السوق الحرة، ويدعم هؤلاء الحكومة الصغيرة وإنشاء سوق رأسمالي قائم على مبدأ عدم التدخل، بينما يعارضون تدخل الدولة بالاقتصاد، والقوانين الحكومية والسياسات الديموقراطية الاجتماعية، ويرون في الرأسمالية الموجودة على أرض الواقع نقابوية أو كوربوقراطية أو رأسمالية المحاسيب. أدى هذا إلى وصف الاشتراكية، وبالتالي الاشتراكية الديموقراطية، في دول مثل النرويج والمملكة المتحدة بأنها «ما تقدم على فعله حكومة عمالية».